# Gayatri Reddy
Gayatri Reddy é um antropólogo indiano que também fez contribuições para estudos queer e de gênero.
Reddy recebeu seu doutorado em Antropologia em 2000 pela Universidade de Emory, depois de mestrado em antropologia pela Columbia University e bacharelado em psicologia pela Delhi University. Atualmente, é professora associada de Antropologia e Estudos de Gênero e Mulher na Universidade de Illinois em Chicago. Reddy realizou um trabalho de campo em uma comunidade de Hyderabad, Andhra Pradesh, na Índia. Sua pesquisa atual é sobre identidade gay masculina entre imigrantes do sul da Ásia nos EUA.
Reddy é presidente da Associação para o Programa de Antropologia Feminista de 2007 e membro do comitê diretor do Consórcio Universitário de Pesquisa e Treinamento em Sexualidade do Instituto Kinsey.